# Pigeon-Fraser Scout

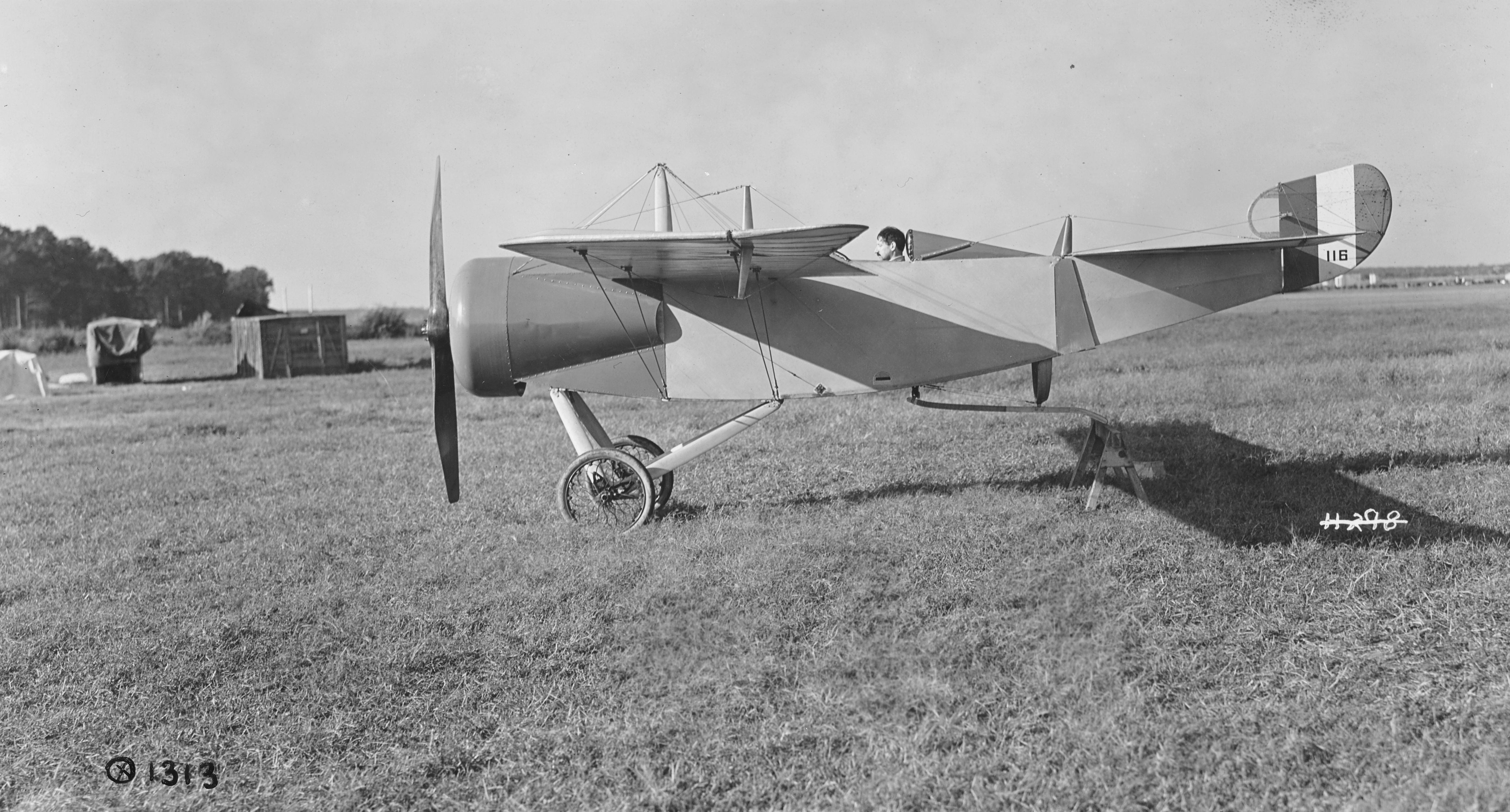
Pigeon-Fraser Scout numer 116

Pigeon-Fraser Scout (także Pigeon-Fraser 9, Albree Scout) – prototypowy amerykański samolot myśliwski zaprojektowany przez George'a Albreego i zbudowany w 1917 roku w zakładach Pigeon Hollow Spar Company dla Signal Corps (United States Army). Po testach samolot został odrzucony przez Armię jako „zawodny i zbyt wolny” i nie wszedł do produkcji seryjnej.

## Historia
Samolot został zaprojektowany i zbudowany w 1917 roku jako jednomiejscowy samolot typu określanego wówczas jako scout (dosłownie – „zwiadowczy”, „rozpoznawczy”). Zgodnie z ich nazwą, ówczesne scouty (nazwa weszła do użycia około 1914 roku) używane były do zadań rozpoznawczych i początkowo były nieuzbrojone. Po wybuchu wojny nieuzbrojone, jednomiejscowe scouty zostały wkrótce uzbrojone w nieruchome, strzelające do przodu karabiny maszynowe dając w ten sposób początek klasycznym samolotom myśliwskim. W ówczesnej terminologii amerykańskiej samoloty myśliwskie określane były jako samoloty pościgowe (pursuit), ale określenie scout w odniesieniu od jednosilnikowych, jednomiejscowych samolotów używane było jeszcze do końca wojny.
Dwa samoloty, zaprojektowane przez George'a Albreego i zbudowane w 1917 roku w zakładach Pigeon Hollow Spar Company, numery seryjne 116 i 117, zostały dostarczone na lotnisko McCook Field w celu ich przetestowania. Jednopłatowy Pigeon-Fraser był nietypową konstrukcją jak na ówczesne czasy, kiedy większość samolotów myśliwskich (zwiadowczych) były konstrukcjami dwupłatowymi. Samolot miał konstrukcję drewnianą, krytą płótnem ze skrzydłem w układzie górnopłatu. Napędzany był silnikiem rotacyjnym typu Gnome Monosoupape 9 B-2 o mocy 100 KM.
Samolot został odrzucony przez Armię jako „zawodny i zbyt wolny”, co pociągnęło za sobą długą wymianę listów pomiędzy Signal Corps a projektantem samolotu, który oskarżał Armię o stronniczość.
Dalsze losy obydwu egzemplarzy są niejasne. Według niektórych źródeł, pierwszy ze zbudowanych samolotów (numer seryjny 116) został odrestaurowany i współcześnie jest częścią kolekcji muzeum Rhinebeck Aerodrome Museum of the Sky, ale żyjący jeszcze w 1978 roku Albree napisał list zaprzeczający, aby był to jego samolot. Według innych źródeł, pierwszy samolot został zniszczony podczas testów wytrzymałościowych, drugi został rozbity przy lądowaniu, a trzeci i nieukończony samolot został przewieziony w późniejszym czasie do muzeum Rhinebeck.

## Opis konstrukcji
Pigeon-Fraser Scout był jednosilnikowym, jednopłatowym samolotem myśliwskim o konstrukcji drewnianej, krytej płótnem. Samolot miał skrzydło w układzie górnopłatu, odkrytą kabinę pilota i podwozie klasyczne z płozą ogonową. Samolot mierzył 7,31 metra długości, jego rozpiętość skrzydeł wynosiła 11,56 metra. Masa startowa wynosiła 567 kilogramów, a prędkość maksymalna do 166 km/h.